# Kościół św. Andrzeja w Hodslavicach
Kościół św. Andrzeja (czes. Kostel svatého Ondřeje) – zabytkowy, drewniany kościół w Hodslavicach. Jest to najstarszy drewniany kościół w kraju morawsko-śląskim.
Kościół św. Andrzeja w Hodslavicach wpisany został na listę zabytków 3 maja 1958 pod numerem 21592/8-1588.

## Historia
Kościół wybudowany został w latach 80. XV wieku (najstarsze zachowane zapiski o proboszczu parafii w Hodslavicach pochodzą z 1419 roku). Na belce nad wejściem do kościoła znajduje się data 1482. Z kolei na jednej z belek w wieży kościelnej zachował się napis: "roku 1551 –  9 miesiąca –  4 dnia". Prawdopodobnie jest to data remontu świątyni lub przejęcia jej przez Braci Czeskich, którzy użytkowali kościół w Hodslavicach do 1624. W 1624 kościół otrzymał zakon jezuitów z Nowego Jiczyna.
Kościół był wielokrotnie remontowany (1864, 1875, 1892, 1895 – po uderzeniu w kościół pioruna, 1941, 1975, 1995).
Na początku XX wieku kościół przewidziany był do rozbiórki, ze względu na budowę w jego pobliżu murowanej świątyni. Uratowała go przeciągająca się budowa nowego kościoła oraz uznanie przez namiestnictwo morawskie za zabytek (1908).
W 2010 roku rozpoczęły się w kościele kompleksowe prace konserwatorskie.  

## Architektura i wyposażenie
Kościół jest orientowany, jednonawowy, wybudowany w konstrukcji zrębowej. Nawa postawiona na rzucie zbliżonym do kwadratu, prezbiterium zamknięte trójbocznie. Na łuku tęczowym zachowały się fragmenty manierystycznej polichromii.
Najcenniejszym elementem wyposażenia kościoła jest Madonna Hodslavska - rzeźba przedstawiająca Matkę Bożą wykonana pomiędzy 1400 a 1420. Obecnie w kościele wystawiona jest jej kopia.